# Lucero Álvarez

Lucero Gonzalo Álvarez Martínez (San José, Uruguay, 24 de febrero de 1985) es un futbolista uruguayo oriundo de la departamento de San José de Mayo.Juega de portero en Rampla Juniors.

## Clubes
| Club                    | País      | Año       |
| ----------------------- | --------- | --------- |
| Nacional                | Uruguay   | 2005      |
| Vélez Sarsfield         | Argentina | 2006      |
| Nacional                | Uruguay   | 2006-2007 |
| Juventud de Las Piedras | Uruguay   | 2008      |
| Villa Española          | Uruguay   | 2008-2009 |
| Rampla Juniors          | Uruguay   | 2009-2012 |
| Sud América             | Uruguay   | 2012      |
| Deportivo Pasto         | Colombia  | 2013-2014 |
| Alebrijes de Oaxaca     | México    | 2014-2017 |
| Lobos de la BUAP        | México    | 2017-2018 |
| Águilas Doradas         | Colombia  | 2018      |
| Atlético Venezuela      | Venezuela | 2019      |
| Dorados de Sinaloa      | México    | 2020      |
| Miramar Misiones        | Uruguay   | 2020      |
| Racing                  | Uruguay   | 2021      |
| Cerro Largo             | Uruguay   | 2022      |
| Progreso                | Uruguay   | 2023      |
| Miramar Misiones        | Uruguay   | 2024      |
| Rampla Juniors          | Uruguay   | 2025      |